# Mycodrosophila neoprojectans
Mycodrosophila neoprojectans är en tvåvingeart som beskrevs av Wheeler och Hajimu Takada 1963. Mycodrosophila neoprojectans ingår i släktet Mycodrosophila och familjen daggflugor. Inga underarter finns listade i Catalogue of Life.